# Chrysopa bermudezi
Chrysopa bermudezi är en insektsart som beskrevs av Navás 1927. Chrysopa bermudezi ingår i släktet Chrysopa och familjen guldögonsländor. Inga underarter finns listade i Catalogue of Life.